# Kayl
Kayl é uma comuna do Luxemburgo, pertence ao distrito de Luxemburgo e ao cantão de Esch-sur-Alzette.

## Demografia
Dados do censo de 15 de fevereiro de 2001:
- população total: 7.050
  - homens: 3.517
  - mulheres: 3.533
- densidade: 474,43 hab./km²
- distribuição por nacionalidade:

| Nacionalidade  | População | %      |
| -------------- | --------- | ------ |
| luxemburgueses | 5.083     | 72,10% |
| estrangeiros   | 1.967     | 27,90% |
| - portugueses  | 978       | 13,87% |
| - franceses    | 183       | 2,60%  |
| - italianos    | 254       | 3,60%  |
| - belgas       | 81        | 1,15%  |
| - alemães      | 48        | 0,68%  |
| - iuguslavos   | 284       | 4,03%  |
| - outros       | 139       | 1,97%  |

- Crescimento populacional:

| Ano        | População |
| ---------- | --------- |
| 15/02/2001 | 7.050     |
| 01/01/2002 | 7.150     |
| 01/01/2003 | 7.320     |
| 01/01/2004 | 7.305     |
| 01/01/2005 | 7.335     |